# Europees kampioenschap hockey mannen 1999
Het Europees kampioenschap hockey (1999) voor mannen had plaats van woensdag 1 september tot en met zondag 12 september 1999 in Padua, Italië. Het was de achtste editie van dit internationale sportevenement. Titelverdediger was Duitsland. Het toernooi werd ook dit keer gewonnen door Duitsland dat zich met dit resultaat bovendien plaatste voor de Olympische Spelen in Sydney (2000)

## Groepsindeling
| Groep A                                            | Groep B                                          |
| -------------------------------------------------- | ------------------------------------------------ |
| Engeland Frankrijk Ierland Nederland Polen Rusland | België Duitsland Italië Spanje Wales Zwitserland |

## Uitslagen voorronde

### Groep A
- Ierland -  Frankrijk 2-3
- Nederland -  Polen 4-1
- Engeland -  Rusland 7-1

- Ierland -  Nederland 0-5
- Frankrijk -  Engeland 1-4
- Polen -  Rusland 3-4

- Ierland -  Engeland 0-3
- Frankrijk -  Polen 5-4
- Nederland -  Rusland 6-1

- Polen -  Engeland 0-3
- Ierland -  Rusland 2-5
- Nederland -  Frankrijk 4-0

- Polen -  Ierland 2-1
- Nederland -  Engeland 3-3
- Frankrijk -  Rusland 1-3

## Eindstand Groep A
| № | Land      | WG | W | G | V | DV | DT | +/– | Punten |
| - | --------- | -- | - | - | - | -- | -- | --- | ------ |
| 1 | Nederland | 5  | 4 | 1 | 0 | 22 | 6  | +18 | 13     |
| 2 | Engeland  | 5  | 4 | 1 | 0 | 20 | 5  | +15 | 13     |
| 3 | Rusland   | 5  | 3 | 0 | 2 | 14 | 19 | –5  | 9      |
| 4 | Frankrijk | 5  | 2 | 0 | 3 | 10 | 17 | –7  | 6      |
| 5 | Polen     | 5  | 1 | 0 | 4 | 11 | 17 | –6  | 3      |
| 6 | Ierland   | 5  | 0 | 0 | 5 | 5  | 18 | –13 | 0      |

### Groep B
- Italië -  Duitsland 0-6
- Zwitserland -  Wales 2-2
- Spanje -  België 3-5

- Wales -  België 0-1
- Zwitserland -  Italië 2-1
- Duitsland -  Spanje 0-0

- Duitsland -  Zwitserland 5-2
- Italië -  België 2-3
- Spanje -  Wales 5-1

- Duitsland -  België 6-2
- Spanje -  Zwitserland 1-0
- Italië -  Wales 1-6

- België -  Zwitserland 5-3
- Italië -  Spanje 1-7
- Duitsland -  Wales 6-1

## Eindstand Groep B
| № | Land        | WG | W | G | V | DV | DT | +/– | Punten |
| - | ----------- | -- | - | - | - | -- | -- | --- | ------ |
| 1 | Duitsland   | 5  | 4 | 1 | 0 | 23 | 5  | +18 | 13     |
| 2 | België      | 5  | 4 | 0 | 1 | 16 | 14 | +2  | 12     |
| 3 | Spanje      | 5  | 3 | 1 | 1 | 16 | 7  | +9  | 10     |
| 4 | Wales       | 5  | 1 | 1 | 3 | 10 | 15 | –5  | 4      |
| 5 | Zwitserland | 5  | 1 | 1 | 3 | 9  | 14 | –5  | 4      |
| 6 | Italië      | 5  | 0 | 0 | 5 | 5  | 24 | –19 | 0      |

## Uitslagen eindfase

### Plaats 9 t/m 12
- Polen -  Italië 5-1
- Zwitserland -  Ierland 2-1

### Plaats 5 t/m 8
- Rusland -  Wales 3-4
- Spanje -  Frankrijk 3-0

### Halve finale
- Nederland -  België 7-1
- Duitsland -  Engeland 4-0

## Finalewedstrijden

### Plaats 11
- Italië -  Ierland 1-2

### Plaats 9
- Zwitserland -  Polen 2-6

### Plaats 7
- Rusland -  Frankrijk 1-4

### Plaats 5
- Spanje -  Wales 3-0

### Plaats 3
- België -  Engeland 2-7

### Finale
- Nederland -  Duitsland 3-3 (Duitsland wint na strafballen (7-8))

| Europees kampioen 1999 |
| ---------------------- |
|                        |
| Duitsland Vijfde titel |

## Eindrangschikking
1. Duitsland
2. Nederland
3. Engeland
4. België
5. Spanje
6. Wales
7. Frankrijk
8. Rusland
9. Polen
10. Zwitserland
11. Ierland
12. Italië

## Nederlandse selectie
| Team        | Team                 |
| Doel        | Doel                 |
| ----------- | -------------------- |
| 1.          | Ronald Jansen        |
| 13.         | Guus Vogels          |
| Veldspelers |                      |
| 2.          | Bram Lomans          |
| 3.          | Erik Jazet           |
| 5.          | Tycho van Meer       |
| 6.          | Wouter van Pelt      |
| 7.          | Sander van der Weide |
| 8.          | Jacques Brinkman     |
| 9.          | Piet-Hein Geeris     |
| 10.         | Stephan Veen         |
| 11.         | Sander van Heeswijk  |
| 12.         | Jeroen Delmee        |
| 14.         | Teun de Nooijer      |
| 15.         | Remco van Wijk       |
| 16.         | Jaap-Derk Buma       |
| 17.         | Peter Windt          |
| 18.         | Marten Eikelboom     |
| 21.         | Diederik van Weel    |

| Technische staf      | Technische staf             |
| -------------------- | --------------------------- |
| Bondscoach           | Maurits Hendriks            |
| Assistent-bondscoach | Marc Delissen               |
| Trainer              | Harrie Delmee               |
| Dokter               | Peter Verstappen            |
| Fysiotherapeuten     | Hans Tossijn en Erik Gemser |
| Videoman en manager  | Roberto Tolentino           |

1970 · 1974 · 1978 · 1983 · 1987 · 1991 · 1995 · 1999 · 2003 · 2005 · 2007 · 2009 · 2011 · 2013 · 2015 · 2017 · 2019 · 2021 · 2023